# 한지선 (화가)
한지선은 대한민국의 화가이다.

## 전시 활동
- 2022년 한지선 : FOREST; BLUE
- 2022년 봉구뎐
- 2022년 한지선 : 한여름 밤의 꿈
- 2021년 한지선 : FOREST; APRIL (따뜻함에 속지 말 것)
- 2021년 한지선 : 어제는 아름답고
- 2021년 한지선 : BLUE FOREST

## 작품 활동
- 2021 전시회개인전 어제는 아름답고 (베르자르당 갤러리, 순창)
- 2021 전시회개인전 BLUE FOREST (뮤지엄홀리데이, 강릉)
- 2020 전시회개인전 SUTTER CHANCE (카페이서, 남양주)

## 학력
- 홍익대학교 미술대학 판화과 (졸업)
- 홍익대학교 대학원 판화과 (졸업)